# Bembidion fugitans
Bembidion fugitans är en skalbaggsart som beskrevs av Thomas Casey. Bembidion fugitans ingår i släktet Bembidion och familjen jordlöpare. Inga underarter finns listade i Catalogue of Life.